# Belejeni
Belejeni – wieś w Rumunii, w okręgu Bihor, w gminie Drăgănești. W 2011 roku liczyła 308 mieszkańców.